# Арчер (Флорида)
Арчер (англ. Archer) — місто (англ. city) в США, в окрузі Алачуа штату Флорида. Населення — 1140 осіб (2020).

## Географія
Арчер розташований за координатами 29°32′22″ пн. ш. 82°30′48″ зх. д. / 29.53944° пн. ш. 82.51333° зх. д. (29.539503, -82.513460).  За даними Бюро перепису населення США в 2010 році місто мало площу 17,96 км², з яких 17,85 км² — суходіл та 0,11 км² — водойми.

## Демографія
Згідно з переписом 2010 року, у місті мешкало 1118 осіб у 453 домогосподарствах у складі 290 родин. Густота населення становила 62 особи/км².  Було 517 помешкань (29/км²).
Расовий склад населення:
| - 65,3 % — білих - 30,9 % — чорних або афроамериканців - 1,3 % — азіатів - 0,7 % — корінних американців |

До двох чи більше рас належало 1,3 %. Частка іспаномовних становила 4,3 % від усіх жителів.
За віковим діапазоном населення розподілялося таким чином: 25,5 % — особи молодші 18 років, 62,1 % — особи у віці 18—64 років, 12,4 % — особи у віці 65 років та старші. Медіана віку мешканця становила 39,6 року. На 100 осіб жіночої статі у місті припадало 84,8 чоловіків;  на 100 жінок у віці від 18 років та старших — 75,7 чоловіків також старших 18 років.
Середній дохід на одне домашнє господарство  становив 43 382 долари США (медіана — 30 863), а середній дохід на одну сім'ю — 55 476 доларів (медіана — 43 382). За межею бідності перебувало 35,5 % осіб, у тому числі 54,6 % дітей у віці до 18 років та 44,4 % осіб у віці 65 років та старших.
Цивільне працевлаштоване населення становило 433 особи. Основні галузі зайнятості: освіта, охорона здоров'я та соціальна допомога — 24,0 %, науковці, спеціалісти, менеджери — 17,3 %, роздрібна торгівля — 12,5 %, публічна адміністрація — 12,2 %.